# アレクサンドル・ヴォルコフ (映画監督)
アレクサンドル・ヴォルコフ（ラテン文字表記：Alexandre Volkoff / ロシア語: Александр Волков, 1885年12月27日 - 1942年5月22日）は、ロシア帝国（現在のロシア）からフランスに亡命した映画監督、俳優、脚本家である。イタリアではアレッサンドロ・ヴォルコフ（Alessandro Wolkoff）とクレジットされた。

## 人物・来歴

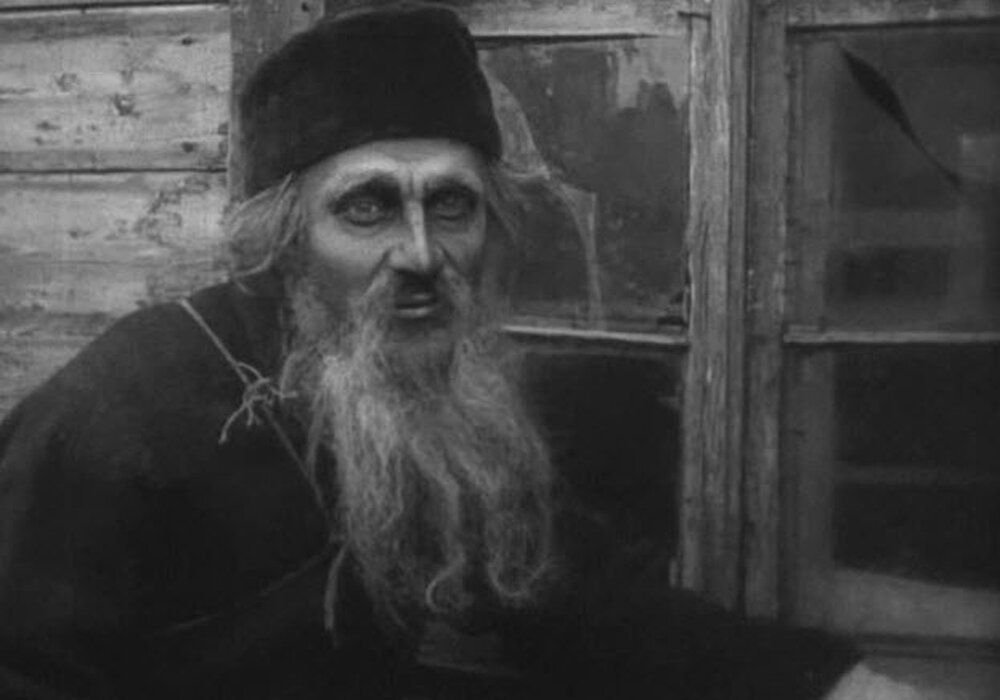
『ペェター・セルギー』（1917年）。

1885年12月27日、ロシア帝国のモスクワに生まれる。
1913年、モスクワに拠点を置く映画会社ティマン&ラインハルトが製作するヤーコフ・プロタザノフ監督の短篇映画に出演し始め、同年、ヴォルコフも同様に短篇映画を監督し始める。ヨシフ・エルモリエフのエルモリエフ商会では、1917年、ヤーコフ・プロタザノフと共同でイワン・モジューヒンが主演した『ペェター・セルギー』を監督、同作は1925年に日本でも公開された。
1920年、プロデューサーのヨシフ・エルモリエフ、俳優のイワン・モジューヒンらとともにフランスに移住・亡命した。パリ郊外のセーヌ＝サン＝ドニ県モントルイユに拠点を移したエルモリエフのもとで、映画を監督する。
1927年、『ナポレオン』でアベル・ガンスの助監督を務める。1928年、ドイツの映画会社ウーファで『東洋の秘密』を監督している。1936年、ドイツでトーキー "Stjenka Rasin" を監督した後はしばらく映画界を離れる。1941年、イタリアの映画会社ティタヌスが製作したルイザ・フェリーダ主演のトーキー "Amore imperiale" を監督して復帰するが、これが最後の監督作となった。
1942年5月22日、イタリアのローマで死去した。満56歳没。

## フィルモグラフィ
特筆以外すべて監督作である。1910年代のロシア帝国時代に、ロシア語題が不明なものがある。

### 1910年代
- Разбитая ваза : 監督ヤーコフ・プロタザノフ、短篇映画、1913年 - 主演
- Сны мимолётные, сны беззаботные снятся лишь раз : 短篇映画、1913年 - 監督
- Измаил-Бей : 短篇映画、1914年 - 監督
- Garun Ran Faster Than a Deer : 短篇映画、1914年 - 監督
- Belle comme la mort : 短篇映画、1914年 - 監督
- Le coeur du mal : 短篇映画、1916年 - 監督
- Au sommet de sa gloire : 主演イワン・モジューヒン、短篇映画、1916年 - 監督
- Зелёный паук : 主演コンスタンチン・コフロフ、1916年 - 監督
- His Eyes : 監督ヴャチェスラフ・ヴィスコフスキー、1916年 - 共同監督
- ペェター・セルギー Отец Сергий : 監督ヤーコフ・プロタザノフ、主演イワン・モジューヒン、1917年 - 共同監督
- A Life Destroyed by Pitiless Fate : 監督ゲオルグ・アサガロフ、主演イワン・モジューヒン、1917年 - 共同監督
- In the Name of Beauty : 主演オルガ・ユジャコワ、1917年 - 監督
- Est coupable : 短篇映画、1917年 - 監督
- На вершине славы : 監督ヤーコフ・プロタザノフ、主演イワン・モジューヒン、1917年 - 共同監督
- The Bartered Soul : 主演ゾイア・カラバノワ、短篇映画、1919年 - 監督

### 1920年代
- L'angoissante aventure : 監督ヤーコフ・プロタザノフ、主演イワン・モジューヒン、1920年 - 原作・脚本
- 生死の日 L'échéance fatale : 主演フェリックス・バール、1921年 - 監督
- 秘密の家 La maison du mystère : 主演イワン・モジューヒン、1922年 - 監督・脚色
- キイン Kean : 主演イワン・モジューヒン、1923年 - 監督・脚色
- 過ぎゆく影 Les ombres qui passent : 主演イワン・モジューヒン、1924年 - 監督
- 女優の心 Âme d'artiste : 監督ジェルメーヌ・デュラック、主演イワン・ペトローヴィチ、1925年 - 脚色
- カサノバ（別題『ロベルト』） Casanova : 主演イワン・モジューヒン、1927年 - 監督・脚色
- 東洋の秘密 Geheimnisse des Orients : 主演ニコラ・コリーヌ、1928年 - 監督・脚色

### 1930年代
- 白魔 Der weiße Teufel : 主演イワン・モジューヒン、1930年 - 監督・脚色
- 無名戦士 Le sergent X : 監督ウラジミール・ストリジェフスキー、主演イワン・モジューヒン、1932年 - 製作
- 千二夜物語 La mille et deuxième nuit : 主演イワン・モジューヒン、1933年 - 監督
- 謝肉祭の夜 L'enfant du carnaval : 主演イワン・モジューヒン、1934年 - 監督
- Stjenka Rasin : 主演ヴェラ・エンゲルス、1936年 - 監督

### 1940年代
- Amore imperiale : 主演ルイザ・フェリーダ、1941年 - 「アレッサンドロ・ヴォルコフ」名義で監督・脚本

## 註
1. 1 2 3 4 5 6 7 8 9 10 11  Alexandre Volkoff, Internet Movie Database （英語）, 2010年7月8日閲覧。
2. ↑  Thiemann & Reinhardt, 英国映画協会、2010年7月8日閲覧。
3. ↑  Father Sergius - IMDb（英語）, 2010年7月8日閲覧。